# Kintetsu
Kintetsu Corporation (近畿日本鉄道株式会社 Kinki Nippon Tetsudō Kabushiki-gaisha?) es un conglomerado empresarial con base en Osaka, Japón, con sus principales áreas de negocio en ferrocarriles, turismo y sector inmobiliario.

## Líneas de ferrocarriles

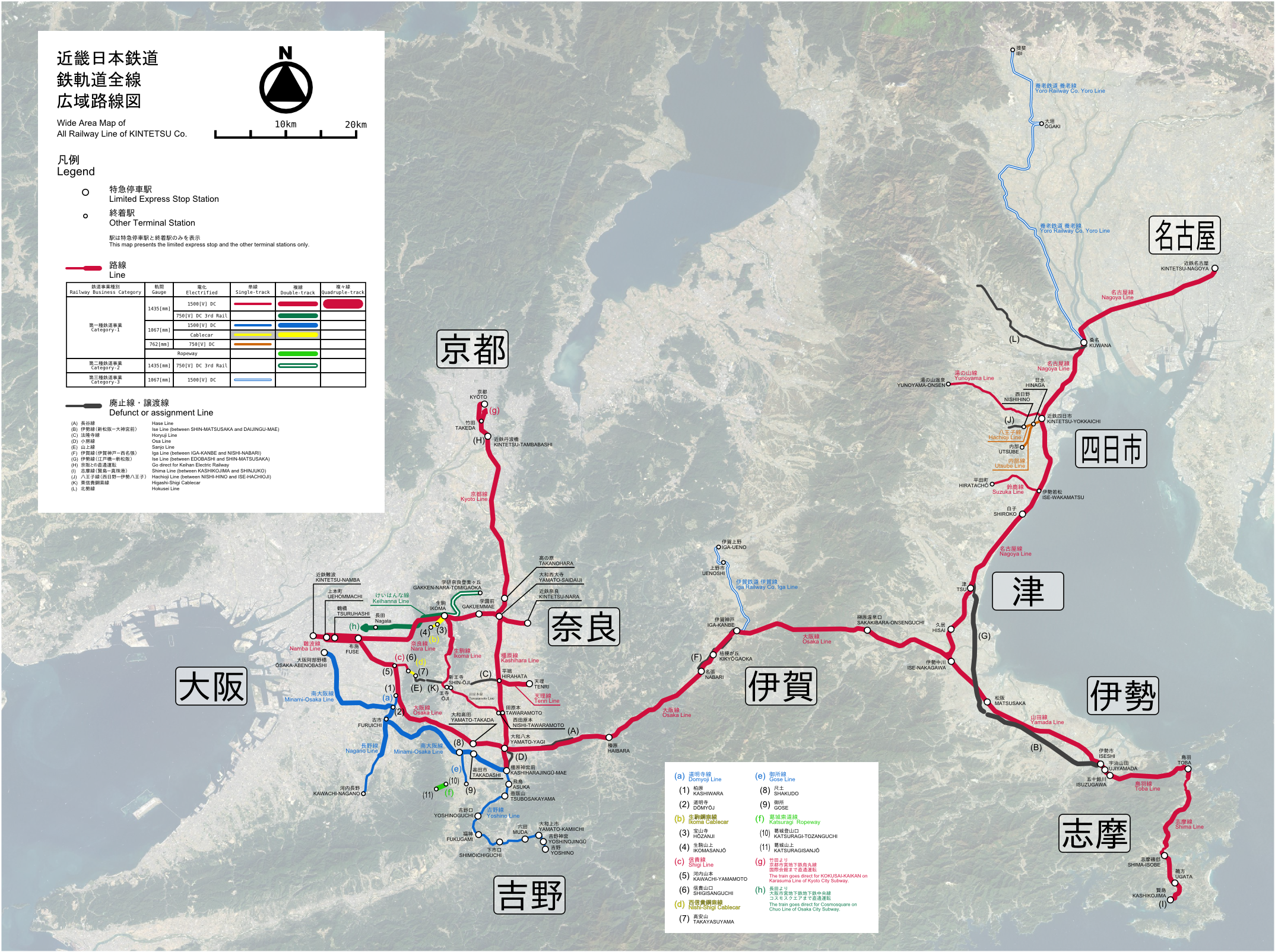
Un mapa de la red de los ferrocarriles de Kintetsu.

| Nombre                              | Letra | Terminales                                                                                       | Longitud (km) | Estaciones | Ancho de vía |
| ----------------------------------- | ----- | ------------------------------------------------------------------------------------------------ | ------------- | ---------- | ------------ |
| Línea Namba/Línea Nara              | A     | Namba (A01) – Kintetsu Nara (A28)                                                                | 30,5          | 24         | 1435 mm      |
| Línea Ikoma                         | G     | Ikoma (G17) – Ōji (G28)                                                                          | 12,4          | 12         | 1435 mm      |
| Línea Kyoto/Línea Kashihara         | B     | Kyoto (B01) – Kashiharajingū-mae (B42) (servicio recíproco a la Línea Karasuma (Metro de Kioto)) | 53,8          | 42         | 1435 mm      |
| Línea Tenri                         | H     | Hirahata (H32) – Tenri (H35)                                                                     | 4,5           | 42         | 1435 mm      |
| Línea Tawaramoto                    | I     | Nishi-Tawaramoto (I36) – Shin-Ōji (I43)                                                          | 10,1          | 8          | 1435 mm      |
| Línea Keihanna                      | C     | Nagata (C23) – Gakken Nara-Tomigaoka (C30) (servicio recíproco a la Línea Chūō (Metro de Osaka)) | 18,8          | 8          | 1435 mm      |
| Línea Osaka                         | D     | Osaka-Uehommachi (D03) – Ise-Nakagawa (D61)                                                      | 108,9         | 48         | 1435 mm      |
| Línea Shigi                         | J     | Kawachi-Yamamoto (J12) – Shigisanguchi (J14)                                                     | 2,8           | 3          | 1435 mm      |
| Línea Nagoya                        | E     | Kintetsu Nagoya (E01) – Ise-Nagagawa (E61)                                                       | 78,8          | 44         | 1435 mm      |
| Línea Yunoyama                      | K     | Kintetsu-Yokkaichi (K21) – Yunoyama-Onsen (K30)                                                  | 15,4          | 10         | 1435 mm      |
| Línea Suzuka                        | L     | Ise-Wakamatsu (L29) – Hiratachō (L33)                                                            | 8,2           | 15         | 1435 mm      |
| Línea Yamada/Línea Toba/Línea Shiba | M     | Ise-Nakagawa (M61) – Kashikojima (M93)                                                           | 66,0          | 33         | 1435 mm      |
| Línea Minami-Osaka/Línea Yoshino    | F     | Osaka Abenobashi (F01) – Yoshino (F57)                                                           | 64,9          | 43         | 1067 mm      |
| Línea Domoyoji                      | N     | Domoyoji (N15)– Kashiwara (N17)                                                                  | 2,2           | 3          | 1067 mm      |
| Línea Nagano                        | O     | Furuichi (O16) – Kawachinagano (O23)                                                             | 12,5          | 8          | 1067 mm      |
| Línea Gose                          | P     | Shakudo (P23) – Kintetsu Gose (P26)                                                              | 5,2           | 4          | 1067 mm      |